# Montreuil-sur-Brêche
Montreuil-sur-Brêche település Franciaországban, Oise megyében. Lakosainak száma 495 fő (2022. január 1.). Montreuil-sur-Brêche Bucamps, Essuiles, Haudivillers, Noyers-Saint-Martin, Le Quesnel-Aubry és Reuil-sur-Brêche községekkel határos.

## Népesség
A település népességének változása:
| Lakosok száma | 538  | 509  | 511  | 488  | 483  | 477  | 483  | 489  | 495  |
|               | 2013 | 2015 | 2016 | 2017 | 2018 | 2019 | 2020 | 2021 | 2022 |